# 부탄방송공사
부탄방송공사(종카어: འབྲུག་རྒྱང་བསྒྲགས་ལས་འཛིན, 영어: Bhutan Broadcasting Service, 약칭 BBS)는 부탄의 국영 방송이다. 부탄에서 방송되는 유일한 라디오 및 텔레비전 방송국이다.

## 역사
부탄 최초의 라디오 방송은 1973년 11월, 부탄 전국청소년협회(NYAB)에서 매주 일요일 30분씩 "NYAB 라디오"라는 이름으로 뉴스와 음악을 방송하는게 시초였다. 당시 현대적인 통신망이 없었으며, 송신기는 팀부에 있는 지역 전신국에 임대하면서 방송했었다. 1979년, "NYAB 라디오"를 인수하였고, 1986년, 부탄방송공사(BBS)로 개칭하였다. 1999년이전까지 텔레비전 방송을 금지했다가 1999년 6월 2일, 당시 지미 싱게 왕축 국왕의 대관식 기념일에 맞춰 첫 TV 정파방송을 개시했다.

## 라디오
단파 라디오는 1991년에 부탄 전역에 전파되었다. 2000년 6월, 부탄 남부와 서부에도 FM 방송국이 개국되었다. 2001년 1월, 부탄 중부로 확장되었다. 2005년, FM 방송은 전국으로 확장되었으며 2009년 11월부터 24시간 방송하고있다.

## 텔레비전
BBS는 부탄 최초의 텔레비전 방송국이다. 개국 초창기때 매일 오후 7시부터 8시까지에 1시간 방송했다가 2004년 12월, 오후 6시부터 10시까지 4시간으로 확대되었다. 한때 수도 팀부에만 한정되었던 TV 송출은 2006년 2월, 위성을 통해 전국으로 확대되었다. 2008년, 오후 6시부터 오후 11시까지 방송 시간을 확대했다.
대부분의 프로그램은 종카어로 방영되지만, 매일 밤 2개의 시사 프로그램과 뉴스 프로그램은 영어로 방송한다. 주로 뉴스와 다큐멘터리 프로그램을 방영하지만 주말 오후 3시에서 6시 사이에는 예능과 음악 프로그램도 방송하고있다.
2023년 7월, 인도와 협업하여 HD방송을 시행하였다.

### 채널
- BBS TV(BBS1) : BBS의 대표 채널로 뉴스 및 시사, 교육, 스포츠, 문화 부문 채널이다. 1999년 6월 2일에 개국하였다.
- BBS2 : 종합 엔터테인먼트 채널이며, 2012년에 개국하였다.
- BBS3 : 교육 채널이며, 2020년 5월에 개국하였다.

## 논란
BBS는 부탄 국민들 사이에서 인기가 매우 높지만, 정부가 방송 통제하에 예산 조정과 잘못된 경영, 고위 공직자를 CEO로 추대하는등 논란이 되었다. 한 앵커가 화면에 갑자기 사라지는 등 제작자 중 1명이 BBS를 법원에 고소했었다.
2012년 12월 6일, 인도 정보국은 BBS를 반인도 프로그램에 대한 혐오 채널로 지정했다. 논란 제안은 인도 내무부로 보내졌다.